# Isabela de Aragon
Isabela de Aragon (1247 – 28 ianuarie 1271), infantă de Aragon, a fost, prin căsătorie, regină consoartă a Franței din 1270 până în 1271.

## Biografie
Isabela a fost fiica regelui Iacob I de Aragon și a celei de-a doua soții, Violant de Ungaria, fiica regelui Andrei al II-lea al Ungariei.
La Clermont, la 28 mai 1262, s-a căsătorit cu viitorul Filip al III-lea al Franței, fiul regelui Ludovic al IX-lea al Franței și a Margaretei de Provence. Au avut patru fii:
1. Ludovic (1265–1276)
2. Filip al IV-lea (1268–1314), rege al Franței
3. Robert (1269–1271)
4. Carol de Valois (1270–1325)

Isabela și-a întovărășit soțul în cea de-a Opta Cruciadă. Pe drumul spre casă, s-au oprit la Cosenza în Calabria. Însărcinată în șase luni cu cel de-al cincilea copil, la 11 ianuarie 1271 a suferit o cădere de pe cal după care și-a reluat călătoria înapoi spre Franța. Isabela a născut prematur un băiat care a murit.
Ea nu și-a mai revenit și a murit șaptesprezece zile mai târziu, pe 28 ianuarie datorită rănilor. Soțul ei a luat trupul Isabelei și al fiului lor și, atunci când în cele din urmă s-a întors în Franța, le-a îngropat la biserica Saint Denis. Mormântul Isabelei, la fel ca multe alte morminte, a fost profanat în timpul Revoluției franceze din anul 1793.